# Икота (фильм)
«Икота» (венг. Hukkle) — кинофильм Дьёрдя Пальфи, снятый в 2002 году. В сюжете фильма частично использована история отравительниц из деревни Надьрев.

## Сюжет
Современная Венгрия, нищая деревня. Женщины методично убивают старых, больных мужчин, подсыпая им яд. Молодой милиционер начинает подозревать, что участившиеся смерти неслучайны. На лавочке у дома сидит старый, испещрённый морщинами одинокий старик и икает.
За всё время фильма не произносится практически ни одной фразы.

## Художественные особенности
Фильм венгерского дебютанта Дьёрдя Пальфи заслужил 19 номинаций, из которых получил 16 призов. Название фильма происходит от Hukk  — слово, обозначающее звук при икоте (дословно «ик»). Фильм начинается с икоты в одном отдельно взятом венгерском селе, а заводит нас в тёмные дебри человеческой души, в основе фильма лежат реальные убийства, имевшие место в долине реки Тиссы в первой половине XX века.
Изобретательность Пальфи заключается в том, что, поскольку в фильме в основном слышатся простые звуки деревенской жизни, всё внимание зрителя концентрируется в конце на свадебной песне девушек, которая, на самом деле, оказывается гимном белладонне — как средству приручения своенравных мужей. Наконец, поскольку диалог в фильме отсутствует, особое значение имеет визуальный ряд картины. В этом смысле Пальфи выступает как ученик таких мастеров видеоряда в венгерском кино, как Миклош Янчо и Иштван Сабо. Первый любил в фильмах движение, второй — костюмы. У Пальфи есть и то, и другое в правильном сочетании.

## Критика
На сайте агрегаторе рецензий Rotten Tomatoes фильм имеет рейтинг 100 %, основанный на 33 рецензиях со средним баллом 8,7/10. На сайте Metacritic рейтинг фильма 77 из 100, основанный на 19 рецензиях.